# جون وايفيلين بيلينغز

## السيرة الذاتية
وُلِدَ جون بيلينغز John Billings في ملبورن وتلقي تعليمه في كلية كازفييه Xavier؛ وفي جامعة ملبورن حيث حصل علي درجة الدكتوراه في الطب.
في عام 1953م بدأ العمل على طريقة لتنظيم الأسرة الطبيعية ؛ والتي تشمل مراقبة عدة مؤشرات للخصوبة والعقم، مع التركيز تدريجيًا علي مدي استجابة مخاط عنق الرحم للتغيرات، وزوجته ايفيلين أصبحت شريكتة في البحث عام 1963م؛ أسس الزوجان المنظمة العالمية لطريقة بيلينغز للتبويض (WOOMB) باعتبارها الهيئة المسؤولة عن تدريس الطريقة في جميع أنحاء العالم؛ علي الرغم من أن بيلينغز حافظ على مهنتة كطبيب استشاري امراض عصبية في مستشفى سانت فنسنت. فقد قضي هو وزوجته مدة طويلة من كل عام في السفر إلي بلدان أخرى وتدريب الأطباء علي طريقة بيلينغز للتبويض وإلقاء المحاضرات علي الأطباء والطلاب وإنشاء مراكز تدريس.
 تمت الموافقة على الطريقة التي ابتكرها بيلينغز للتبويض من قبل كل من الكنيسة الكاثوليكية وطبقتها منظمة الصحة العالمية. وكانت الطريقة الطبيعية الوحيدة التي قبلتها الحكومة الصينية.